# Kuortanojärvi
Kuortanojärvi är en sjö i Finland. Den ligger i kommunen Kittilä i landskapet Lappland, i den norra delen av landet, 900 km norr om huvudstaden Helsingfors. Kuortanojärvi ligger 221,4 meter över havet. Arean är 81,4 hektar och strandlinjen är 5,04 kilometer lång. Sjön  ingår i Kemi älvs huvudavrinningsområde. 